# Jane Seymour
Jane Seymour (1508/1509 – 24 octombrie 1537) a fost a treia soție a regelui Henric al VIII-lea al Angliei și mama regelui Edward al VI-lea al Angliei. Ca regină a Angliei i-a succedat lui Anne Boleyn. Jane și Anne Boleyn au fost înrudite prin intermediul mamelor, având aceeași bunică.

## Tinerețea
Jane Seymour a fost fiica lui Sir John Seymour și a soției lui Margery Wentworth. Prin bunicul matern era descendentă a regelui Eduard al III-lea al Angliei și a familiei Percy. Data exactă a nașterii este necunoscută însă în general este plasată în 1509. A devenit doamnă de onoare în 1532 pentru regina Caterina și a continuat în serviciul reginei Anne Boleyn.
Jane Seymour i-a trezit interesul regelui în februarie 1536. Jane avea pielea albă și era blondă spre deosebire de Anne Boleyn care avea tenul măsliniu și era brunetă. Jane nu era așa educată ca fostele neveste ale regelui. Pur și simplu ea știa doar să-și scrie numele și să citească puțin însă era foarte pricepută la lucru manual și la organizarea gospodăriei, lucruri mai frecvente la femeile din acele timpuri.

## Căsătoria
Regele Henric al VIII-lea s-a logodit cu Jane la 20 mai 1536, a doua zi după execuția cele de-a doua soții și s-a căsătorit cu ea zece zile mai târziu la 30 mai 1536. A fost proclamată public regină la 4 iunie. N-a fost niciodată încoronată deoarece la Londra era epidemie de ciumă bubonică.
În luna octombrie 1537, Jane a născut un fiu, mult așteptat de Henric. A fost botezat Edward și urma să devină viitorul rege Eduard al VI-lea. 
 La numai 12 zile de la nașterea fiului său, Jane a murit de febră puerperală.
A fost înmormântată la Castelul Windsor, fiind singura dintre cele șase soții ale lui Henric care a fost înmormântată alături de el.
La 6 ianuarie 1540, Henric se căsătorește cu a patra sa soție, Anne de Cleves.